# Elvira Osirnig
Elvira Osirnig (ur. 14 marca 1908 w Silvaplana, zm. 7 lutego 2000 w Baar) – była szwajcarska narciarka alpejska, dwukrotna medalistka mistrzostw świata.
Wzięła udział w mistrzostwach świata w Sankt Moritz w 1934 roku, gdzie zajęła 17. miejsce w zjeździe, 14. w slalomie i 15. w kombinacji. Na rozgrywanych rok później mistrzostwach świata w Mürren zajęła czwarte miejsce w slalomie, przegrywając walkę o podium z Käthe Grasegger z III Rzeszy. Następnie była siódma w zjeździe, a w kombinacji zajęła szóstą pozycję. Podczas mistrzostw świata w Innsbrucku w 1936 roku zdobyła dwa medale. Najpierw zajęła drugie miejsce w zjeździe, rozdzielając Evelyn Pinching z Wielkiej Brytanii oraz swą rodaczkę, Nini von Arx-Zogg. Dzień później była czwarta w slalomie, przegrywając walkę o podium Austriaczką Margarethe Weikert. W kombinacji zdobyła kolejny srebrny medal, plasując się za Evelyn Pinching, a przed Gerdą Paumgarten z Austrii. Blisko kolejnego medalu była na mistrzostwach świata w Chamonix w 1937 roku. W kombinacji była tam czwarta, w walce o medal ulegając Käthe Grasegger. Brała też udział w mistrzostwach świata w Zakopanem w 1939 roku, gdzie zajmowała 17. miejsce w zjeździe, 15. w slalomie oraz 14. w kombinacji.

## Osiągnięcia

### Mistrzostwa świata
| Miejsce | Dzień     | Rok  | Miejscowość  | Konkurencja | Wynik     | Strata     | Zwyciężczyni     |
| ------- | --------- | ---- | ------------ | ----------- | --------- | ---------- | ---------------- |
| 17.     | 15 lutego | 1934 | Sankt Moritz | Zjazd       | 5:38,0    | +1:37,8    | Anny Rüegg       |
| 14.     | 16 lutego | 1934 | Sankt Moritz | Slalom      | 1:57,0    | +12,7      | Christl Cranz    |
| 15.     | 16 lutego | 1934 | Sankt Moritz | Kombinacja  | 99,62 pkt | -15,73 pkt | Christl Cranz    |
| 4.      | 22 lutego | 1935 | Mürren       | Slalom      | 2:23,2    | +6,6       | Anny Rüegg       |
| 7.      | 23 lutego | 1935 | Mürren       | Zjazd       | 3:27,2    | +22,2      | Christl Cranz    |
| 6.      | 23 lutego | 1935 | Mürren       | Kombinacja  | 99,21 pkt | –6,26 pkt  | Christl Cranz    |
| 2.      | 21 lutego | 1936 | Innsbruck    | Zjazd       | 4:45,0    | +10,0      | Evelyn Pinching  |
| 4.      | 22 lutego | 1936 | Innsbruck    | Slalom      | 2:17,1    | +7,2       | Gerda Paumgarten |
| 2.      | 22 lutego | 1936 | Innsbruck    | Kombinacja  | 465,6 pkt | +17,0 pkt  | Evelyn Pinching  |
| 6.      | 13 lutego | 1937 | Chamonix     | Zjazd       | 5:17,0    | +48,6      | Christl Cranz    |
| 6.      | 15 lutego | 1937 | Chamonix     | Slalom      | 2:29,2    | +20,8      | Christl Cranz    |
| 4.      | 15 lutego | 1937 | Chamonix     | Kombinacja  | 511,0 pkt | +75,6 pkt  | Christl Cranz    |
| 17.     | 12 lutego | 1939 | Zakopane     | Zjazd       | 3:25,24   | +44,46     | Christl Cranz    |
| 15.     | 15 lutego | 1939 | Zakopane     | Slalom      | 2:36,3    | +2:27,1    | Christl Cranz    |
| 14.     | 15 lutego | 1939 | Zakopane     | Kombinacja  | 330,2 pkt | +162,2 pkt | Christl Cranz    |